# Azilone-Ampaza
Azilone-Ampaza (kors. Azilonu è Ampaza) – miejscowość i gmina we Francji, w regionie Korsyka, w departamencie Korsyka Południowa.
Według danych na rok 1990 gminę zamieszkiwało 77 osób, a gęstość zaludnienia wynosiła 10 osób/km².